# David Kočí
David Kočí (ur. 12 maja 1981 w Pradze) – czeski hokeista, trener.

## Kariera klubowe
- Sparta Praga U18 (1997-1998)
- Sparta Praga U20 (1998-2000)
- Prince George Cougars (2000-2001)
- Wheeling Nailers (2001-2003)
- Wilkes-Barre/Scranton Penguins (2002-2006)
- Norfolk Admirals (2006-2007, 2008)
- Chicago Blackhawks (2007)
- Rockford IceHogs (2007)
- Tampa Bay Lightning (2008-2009)
- St. Louis Blues (2009)
- Colorado Avalanche (2009-2011)
- Sparta Praga (od 2011-2014)

Wychowanek Sparty Praga. 25 czerwca 2000 podczas draftu NHL został wybrany przez drużynę Pittsburgh Penguins jako 146. zawodnik draftu. Po tym wydarzeniu musiał czekać sześć sezonów, aby zagrać w National Hockey League. W tym czasie grał w takich zespołach jak: Prince George Cougars, Wheeling Nailers, Wilkes-Barre/Scranton Penguins oraz Norfolk Admirals. 17 lipca 2006 roku podpisał kontrakt z drużyną Chicago Blackhawks. W tym zespole zadebiutował w NHL 10 marca 2007 roku w meczu przeciwko Phoenix Coyotes w którym dostał 42 minuty kary w tym za trzy walki (dwukrotnie walcząc z Joshem Grattonem oraz raz z Nickiem Boytonem). Do końca sezonu David zagrał w dziewięciu meczach, zdobywając przy tym 88 minut kary.
25 października 2007 roku podczas meczu Chicago Blackhawks - Boston Bruins w walce z Zdeno Chárą został uderzony przez w nos co spowodowało rozprysk krwi na twarz. Po tym zdarzeniu Kočí został umieszczony na liście kontuzjowanych i przez kolejne dwa tygodnie nie rozegrał żadnego spotkania.
Od 2008 roku podpisuje jednoroczne kontrakty. Najpierw z drużyną Tampa Bay Lightning, a następnie z Colorado Avalanche.
Dotychczas rozegrał 64 mecze w NHL, zdobywając przy tym dwa punkty w tym jedną asystę i jednego gola przez 297 minut siedział na ławce kar.
Od 2011 ponownie zawodnik macierzystej Sparty Praga. W maju 2012 przedłużył kontrakt z klubem o rok.

## Statystyki
| 2000/2001 | Prince George Cougars          | WHL  | 70  | 2 | 7  | 9  | 155  | 6  | 0 | 0 | 0 | 20 |
| 2001/2002 | Wheeling Nailers               | ECHL | 33  | 2 | 4  | 6  | 105  | —  | — | — | — | —  |
| 2001/2002 | Wilkes-Barre/Scranton Penguins | AHL  | 26  | 1 | 3  | 4  | 98   | —  | — | — | — | —  |
| 2002/2003 | Wheeling Nailers               | ECHL | 48  | 0 | 1  | 1  | 103  | —  | — | — | — | —  |
| 2002/2003 | Wilkes-Barre/Scranton Penguins | AHL  | 9   | 0 | 0  | 0  | 4    | —  | — | — | — | —  |
| 2003/2004 | Wilkes-Barre/Scranton Penguins | AHL  | 78  | 1 | 7  | 8  | 298  | 10 | 0 | 0 | 0 | 2  |
| 2004/2005 | Wilkes-Barre/Scranton Penguins | AHL  | 68  | 1 | 9  | 10 | 311  | —  | — | — | — | —  |
| 2005/2006 | Wilkes-Barre/Scranton Penguins | AHL  | 13  | 0 | 0  | 0  | 59   | —  | — | — | — | —  |
| 2006/2007 | Norfolk Admirals               | AHL  | 44  | 0 | 1  | 1  | 223  | —  | — | — | — | —  |
| 2006/2007 | Chicago Blackhawks             | NHL  | 9   | 0 | 0  | 0  | 88   | —  | — | — | — | —  |
| 2007/2008 | Chicago Blackhawks             | NHL  | 18  | 0 | 0  | 0  | 68   | —  | — | — | — | —  |
| 2007/2008 | Rockford IceHogs               | AHL  | 7   | 0 | 0  | 0  | 25   | —  | — | — | — | —  |
| 2007/2008 | Norfolk Admirals               | AHL  | 21  | 0 | 2  | 2  | 57   | —  | — | — | — | —  |
| 2008/2009 | Tampa Bay Lightning            | NHL  | 33  | 1 | 1  | 2  | 132  | —  | — | — | — | —  |
| 2008/2009 | St. Louis Blues                | NHL  | 4   | 0 | 0  | 0  | 9    | —  | — | — | — | —  |
| WHL       | WHL                            | WHL  | 70  | 2 | 7  | 9  | 155  | 6  | 0 | 0 | 0 | 20 |
| ECHL      | ECHL                           | ECHL | 81  | 2 | 5  | 7  | 208  | —  | — | — | — | —  |
| AHL       | AHL                            | AHL  | 266 | 3 | 23 | 26 | 1075 | 10 | 0 | 0 | 0 | 2  |
| NHL       | NHL                            | NHL  | 64  | 1 | 1  | 2  | 297  | —  | — | — | — | —  |